# Shipdham
Shipdham is een civil parish in het bestuurlijke gebied Breckland, in het Engelse graafschap Norfolk.